# 장-바티스트 쿠쟁 드 그랭빌

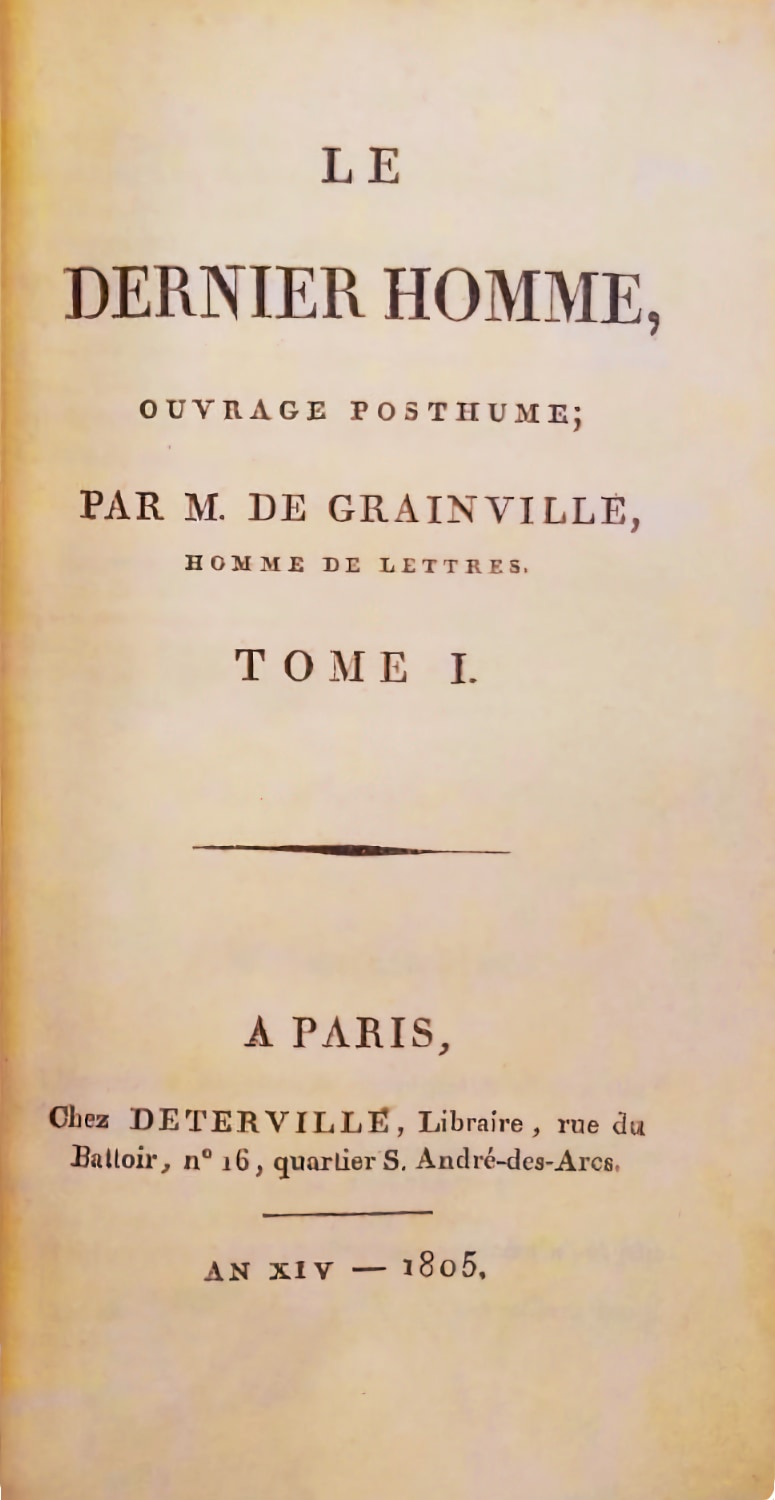
데테르빌이 파리에 소장하고 있는 《최후의 인간》 프린켕 편집본.

장-바티스트 프랑수아 자비에 쿠쟁 드 그랭빌(프랑스어: Jean-Baptiste François Xavier Cousin De Grainville, 1746년 4월 3일 – 1805년 2월 1일)은 판타지 문학의 선구적 작품인 《최후의 인간》 (1805)을 쓴 프랑스 작가였다. 이는 세계의 종말을 묘사한 최초의 현대 소설이었다.
육군 참모 장교의 아들인 드 그랭빌은 르 아브르에서 태어났고, 카오르 주교가 된 그의 형처럼 사제가 될 운명이었다. 그는 캉에서 학교를 다닌 후 파리의 리세 루이르그랑 고등학교에 다녔다. 드 그랭빌은 1766년에 사제로 서품을 받았지만 프랑스 혁명 동안 사제직을 떠났다. 그는 1805년 아미앵에서 자살했고 그의 소설은 사후에 출판되었다.

## 참고도서
- Joseph François, Michaud, 편집. (1857). 《Biographie universelle, ancienne et moderne》 [Encyclopedia of Ancient and Modern Biography] (프랑스어) 17. Paris: Michaud frères. 315–316쪽.
- Ash, Brian, 편집. (1977). 《The Visual Encyclopedia of Science Fiction》. New York: Harmony Books. 132쪽.
- Jean Gillet, « Du dernier au premier homme : Le brouillage des signes dans l’épopée de Grainville », Formes modernes de la poésie épique : nouvelles approches,  éd. et intro. par Judith Labarthe, Bruxelles, Peter Lang, 2004, (p. 113-27).
- (영어) Morton D. Paley, « Le Dernier Homme : the French Revolution as the failure of typology », Mosaic, hiver 1991, n°24 (1), (p. 67-76).